# Márvio dos Santos
Márvio Kelly dos Santos (Guanabara, 17 marzo 1934 – 26 febbraio 1990) è stato un pallanuotista brasiliano.
È stato membro del Brasile che ha partecipato ai Giochi di Helsinki 1952, di Roma 1960 e di Tokyo 1964, nel torneo di pallanuoto.
Sempre nella pallanuoto, ha vinto 2 bronzi, nel 1955 e nel 1959 ai II e III Giochi panamericani, ed 1 oro nel 1963 ai IV Giochi panamericani.
Era il fratello del pallanuotista e nuotatore olimpico Sylvio dos Santos.